# NHK Newsline
NHK Newsline es un programa de noticias emitido por el servicio de transmisiones internacionales NHK World-Japón. Este programa se emite cada hora, las 24 horas del día, todos los días de la semana.

## Historia
NHK Newsline comenzó como Day Line Japan en abril de 1997, con una duración de 10 minutos y se transmitía varias veces al día. En 2000, el nombre del programa se cambió a Newsline. Las partes del programa que se hablan en inglés se ampliarían gradualmente con el tiempo.
El 30 de enero de 2009, News Watch 9, un programa de noticias doblado al inglés, fue eliminado de la parrilla de programación de NHK World. El 2 de febrero de 2009, se cambió el formato de Newsline para llenar el vacío dejado por News Watch 9, al cambiar a un programa de noticias e información. La franja horaria de Newsline también cambió, para transmitirse a cada hora en punto, las 24 horas del día. La duración del programa era típicamente de 30 minutos durante la semana y de 10 minutos los fines de semana y días festivos japoneses. El programa se conoce como NHK Newsline desde finales de marzo de 2016.
El 1 de abril de 2019, NHK Newsline cambió a un formato de 15 a 20 minutos los días de semana en la mayoría de las ocasiones, mientras que otros programas de la marca «Newsline» llenan el segmento de tiempo restante hasta el final de la hora. Estos incluyen programas como Newsline In Depth, que presenta una variedad de historias destacadas, y Newsline Biz, con noticias de actualidad económica. A las 13:00 y las 14:00 hora de Japón (JST), un programa de 30 minutos llamado Newsline Asia 24 informa sobre las más importantes noticias de Japón y Asia. Newsline es reemplazado por el programa de noticias diario Newsroom Tokyo, de lunes a viernes, excepto festivos, a las 20:00 JST (y se vuelve a emitir a las 3:00 JST de la mañana siguiente).
El 30 de marzo de 2020, NHK implementó una nueva política para hacer referencia a los nombres japoneses, siguiendo la práctica común en el idioma japonés de incluir el apellido primero seguido del nombre de pila. La nueva política se extiende a toda la programación en inglés de NHK, incluido NHK Newsline. Por ejemplo, Shinzō Abe (el ex primer ministro japonés) es mencionado como Abe Shinzō bajo la nueva política.

## Formato
NHK Newsline actualiza a los espectadores sobre las últimas noticias importantes, con el foco en la actualidad de Japón, el resto de Asia y finalmente en resto del mundo. Algunas ediciones presentan segmentos que se centran en el sudeste de Asia y son presentados por un conductor desde los estudios de NHK en Bangkok. NHK Newsline está respaldado por presentadores de noticias NHK establecidos  en diversas partes del mundo. Los presentadores hablan completamente en inglés. Con doblaje en inglés o subtítulos ocasionales en inglés si es necesario (antes de 2011 se emitía solo con subtítulos en inglés). Todas las medidas, incluidas las temperaturas, se dan en unidades métricas. Las cifras monetarias se miden en yenes japoneses y, a menudo, también se incluyen cifras en dólares estadounidenses. Durante los períodos de noticias de última hora o en desarrollo, Newsline generalmente se extiende para reportarlas, más allá de su horario habitual. Muchos programas cuentan con el servicio de close caption en siete idiomas, incluyendo español.